# Ровдино (Архангельская область)
Ро́вдино — село в Шенкурском районе Архангельской области России. Административный центр Ровдинского сельского поселения.

## География
Расположено на левом берегу реки Вага, на юге Архангельской области. В 2 километрах от села пролегает автомобильная дорога федерального значения М8 «Холмогоры».
Расстояние до ближайшей железнодорожной станции в Вельске — 88 км (на юг), расстояние до Шенкурска 52 км (до развилки с трассы).

## История
Впервые о нём стало известно из купчей, датируемой 1315 г., согласно которой новгородский посадник Василий Матвеевич приобрел у чудских старост Ровды, Игнатца и Азики земли по реке Ваге за 20 тысяч белок и 10 рублей деньгами.
Ровдинский приход упоминается в грамоте Ростовского митрополита Ионы от 20 февраля 1604 года, в которой указано, что «Ровдинский приход к Слободско-Воскресенскому принадлежит изстари». Два приходских храма изначально находились на высоком правом берегу реки Вага, но после пожара в июне 1636 года, начавшегося от молнии, решено было перестроить храмы на левом берегу, где сейчас располагается село Ровдино..
В «Списке населенных мест Архангельской губернии к 1905 году» село Пикинское (Погостъ) насчитывает 19 дворов, 47 мужчин и 53 женщины. В административном отношении село входило в состав Ровдинского сельского общества Ровдинской волости, также здесь находится земская (разгонная) станция, церковь и школа.
На 1 мая 1922 года в поселении 23 двора, 44 мужчины и 71 женщина.
С 1929 года по 1959 год Ровдино было районным центром Ровдинского района Северного края и Архангельской области. С 2006 года является административным центром Муниципального образования «Ровдинское».

## Население
| 2002 | 2010 | 2012  |
| ---- | ---- | ----- |
| 1058 | ↘976 | ↗1021 |

В 2009 году числилось 1007 чел., из них пенсионеров — 338, детей — 161.

## Достопримечательности
Церковь Преображения Господня  Объект культурного наследия № 2900000685 — кирпичная одноглавая двухэтажная церковь 1807—1817 годов постройки. В советское время венчания были разобраны, здание церкви использовалось под склады, жилье, контору, позже заброшено.
Церковь Иоанна Предтечи — небольшая деревянная церковь 2010 года постройки. Одноглавый четверик с пятигранным алтарём и притвором.

## Образование
Ровдинская средняя общеобразовательная школа.

## Инфраструктура
В селе расположена электрическая подстанция производственного отделения «Вельские электрические сети» ПС 110/35/10 № 208 Ровдино, питающая все населённые пункты муниципального образования «Ровдинское». Введена в эксплуатацию в 1974 году.

## Этимология
Возможно, название села произошло от имени чудского старосты Ровды, у которого новгородский купец Василий Матвеевич Своеземцев Ёдемский купил здесь землю.